# نهر وادي اللب (طرويل)
نهر وادي اللُّب نهر في مقاطعة طرويل في أرغون بإسبانيا وهو أحد روافد إبرة.